# Pieter Vorlat
Pieter Vorlat (Antwerpen, 31 december 1905 - Borgerhout, 23 juli 1985) was oorlogsburgemeester van Hove (Antwerpen).

## Levensloop
Pieter Vorlat was de tweede van vijf kinderen. Na zijn middelbare studies studeerde hij aan de Universitaire Faculteiten Sint-Ignatius en promoveerde er tot licentiaat in de handels-, consulaire en maritieme wetenschappen.
Hij werd lid van het AKVS. Van september 1928 tot juli 1929 verschenen tien nummers van het Antwerpse ledenblad De Keikop onder redactie van Pieter Vorlat. De inhoud was militant anti-Belgisch en tegen het Jeugdverbond voor Katholieke Actie. In het academiejaar 1927-1928 was hij preses van de studentenclub De Vikings.
Nog voor de Tweede Wereldoorlog werd Vorlat lid van de Dietsche Militie - Zwarte Brigade (DM-ZB) en afdelingsleider van het Vlaams Nationaal Verbond (VNV).
Toen de oorlog uitbrak, vluchtte de toenmalige burgemeester van Hove, Jozef Mattheessens, en werd hij afgezet. Pieter Vorlat werd aangesteld als dienstdoende burgemeester, tot aan de Bevrijding. Daarnaast was hij actief met het verspreiden van pro-Duitse blaadjes binnen de gemeente. In september 1944 werd hij opgepakt en afgezet als burgemeester. Hij werd voor feiten van collaboratie veroordeeld tot een gevangenisstraf van 5 jaar en de levenslange ontzegging van zijn burgerrechten. Rond Kerstmis 1947 kwam hij voorwaardelijk vrij.
Pieter Vorlat was getrouwd met Lucie Decuypere (1899-1979).

## Archief
Documenten die betrekking hebben op de gevangenisperiode van Vorlat (briefwisseling met echtgenote en familie, gevoerd vanuit de cel, gedurende de periode 1944-1945), werden door zijn kleindochter Anke Dingemans aangewend voor haar licentiaatsthesis en door haar in 2009 overgemaakt aan het Archief en Documentatiecentrum voor het Vlaams-nationalisme (ADVN).

## Bron
- Anke DINGEMANS, Het dagelijks leven in gevangenissen en interneringscentra. 1944-1950. Twee getuigenissen over de Begijnenstraat, Sint-Gillis, het Klein Kasteeltje en de Geniekazerne, licentiaatsverhandeling (onuitgegeven), 1995.